# Kostaryka na Mistrzostwach Świata w Lekkoatletyce 2015
Kostaryka na Mistrzostwach Świata w Lekkoatletyce 2015 – reprezentacja Kostaryki podczas mistrzostw świata w Pekinie liczyła 2 zawodników, którzy nie zdobyli medalu.

## Występy reprezentantów Kostaryki

### Konkurencje biegowe
| Konkurencja            | Zawodnik    | Eliminacje | Eliminacje | Półfinał | Półfinał | Finał    | Finał   |
| Konkurencja            | Zawodnik    | Rezultat   | Pozycja    | Rezultat | Pozycja  | Rezultat | Pozycja |
| ---------------------- | ----------- | ---------- | ---------- | -------- | -------- | -------- | ------- |
| Bieg na 400 m mężczyzn | Nery Brenes | 45,08      | 21. q      | 45,41    | 21.      | NQ       | NQ      |

### Konkurencje techniczne
| Konkurencja         | Zawodnik        | Eliminacje | Eliminacje | Finał    | Finał   |
| Konkurencja         | Zawodnik        | Rezultat   | Pozycja    | Rezultat | Pozycja |
| ------------------- | --------------- | ---------- | ---------- | -------- | ------- |
| Skok wzwyż mężczyzn | Roberto Sawyers | 66,64 m    | 15.        | NQ       | NQ      |